# إيفان غامبز
إيفان غامبز (بالإنجليزية: Evan Gumbs)‏ هو لاعب كرة قدم بريطاني، ولد في 21 يوليو 1997 في رانكورن في المملكة المتحدة. لعب مع نادي ترانمير روفرز لكرة القدم.

## وصلات خارجية
- إيفان غامبز على موقع قاعدة بيانات كرة القدم.إي يو (الإنجليزية)
- إيفان غامبز على موقع Soccerbase.com (لاعب) (الإنجليزية)
- إيفان غامبز على موقع Soccerway.com (الإنجليزية)